# Pseudorthocladius dumicaudus
Pseudorthocladius dumicaudus är en tvåvingeart som beskrevs av Ole Anton Saether 1969. Pseudorthocladius dumicaudus ingår i släktet Pseudorthocladius och familjen fjädermyggor. Inga underarter finns listade i Catalogue of Life.